# Diomira Jacobini
Diomira Jacobini (* 21. Mai 1899 in Rom; † 13. September 1959 ebenda) war  eine italienische Schauspielerin mit intensiver Tätigkeit beim heimischen und deutschen Stummfilm.

## Leben und Wirken
Diomira Jacobini kam über ihre bereits seit 1910 filmende, ältere Schwester Maria Jacobini 13-jährig zum Film. Obwohl vor allem in den 1910er und frühen 1920er Jahren gut beschäftigt, gelang es Diomira Jacobini nie, denselben Star-Status ihrer Schwester zu erlangen. Diomira wurde im Film ebenso in Lustspielen wie in Dramen besetzt und arbeitete in den ersten zehn Jahren ihrer Karriere mit bekannten italienischen Regisseuren der Frühzeit wie Carmine Gallone, Gennaro Righelli, Emilio Ghione, Mario Caserini und Mario Camerini zusammen. 
Als sich ihre Karriere im Laufe der 1920er Jahre dem Ende zuneigte, nahm sie hin und wieder auch Filmangebote aus Deutschland an, wo man sie als Partnerin von bekannten Künstlern wie Werner Krauß, Gösta Ekman und Walter Rilla sah. Infolge der Umstellung vom Stumm- zum Tonfilm kehrte die des Deutschen kaum mächtige Jacobini 1930 nach Italien heim, wo sie sich jedoch auf der Leinwand nicht mehr durchsetzen konnte. Nach nur zwei Tonfilmen zog sich Diomira Jacobini ins Privatleben zurück.

## Filmografie
- 1912: Anna Maria
- 1912: Onore e dovere
- 1913: Cinesino und Diomira machen dumme Streiche (Le birichinate di Kri Kri e Diomira)
- 1915: Ananke
- 1915: Il piccolo mozzo
- 1916: Alla Capitale!
- 1916: La rosa di Granata
- 1916: Tormento gentile
- 1917: Demonietto
- 1917: La via della luce
- 1918: Il marchio rosso
- 1918: Il veleno del piacere
- 1918: La via più lunga
- 1918: Mademoiselle Pas-Chic
- 1919: Le avventure di Doloretta
- 1920: Addio Musetto
- 1920: Le gioie del focolare
- 1921: L'isola della felicità
- 1921: Jolly, der Teufelskerl
- 1922: Il segreto della grotta azzurra
- 1922; La rosa di Fortunio
- 1923: Jolly, clown da circo
- 1923: La casa degli scapoli
- 1923: La storia di Clo-Clo
- 1924: Una tazza di thè
- 1924: La casa dei pulcini
- 1924: La follia di Noretta
- 1925: Il rigattiere di Amsterdam
- 1925: La via del peccato
- 1925: Die vertauschte Braut
- 1925: Der Trödler von Amsterdam
- 1928: Revolutionshochzeit
- 1929: Don Manuel, der Bandit
- 1930: Wer hat Robby gesehen?
- 1932: L'ultima avventura
- 1933: Cento di questi giorni